# Modestino Gonçalves
Modestino Carlos Gonçalves Moreira (Santa Luzia, 1861 - Belo Horizonte, 1941) foi um político, rábula e oficial da Guarda Nacional Brasileira.

## Biografia

### Primeiros anos
Nasceu em 1861, em Santa Luzia. Era filho do tenente Antônio Gonçalves Giraldes e de sua esposa Maria Candida de São Camilo. Seus pais eram proprietários da Fazenda do Taquaraçu de Baixo, vizinha à Fazenda das Bicas (propriedade de seu avô materno), ambas localizadas em Santa Luzia do Rio das Velhas, termo da vila do Sabará. 
Descendia pelo lado paterno de Ana Senhorinha Margarida de São José Ribeiro dos Guimarães, Marquesa de Telles e Duquesa de Faiões, filha do Sargento-Mor Pacheco Ribeiro, que se radicou na região de Sabará no século XVIII. Era membro de uma tradicional família mineira, que enriqueceu com o trabalho escravizado e com a produção agrária.
Mesmo sem formação acadêmica, atuou como advogado, na fundação de rábula. Chegou a ser criminalista e promotor público das comarcas de Santa Luzia e Piranga. Era conhecido pela inteligência, ponderação, lucidez, poder de argumentação, memória prodigiosa e amor à causa pública.
Foi casado com Maria Adélia de Araújo Valle, com que teve os filhos Maria Augusta Gonçalves Teixeira, Cecília Gonçalves Diniz, Diva Gonçalves Rocha, Lafontaine Gonçalves, Odillon Gonçalves Moreira, Floriano Peixoto Gonçalves, Lafaiete Gonçalves e Modestino Gonçalves Filho. Faleceu aos 80 anos, em 10 de julho de 1941, em Belo Horizonte, após uma longa enfermidade.

### Serviço público
Em 1879, com 18 anos, candidatou-se e foi eleito Conselheiro da Intendência de Lagoa Santa, representando o Partido Liberal. Teve seu primeiro projeto aprovado ao conquistar o apoio de membros do Partido Conservador, possibilitando assim a construção do Chafariz da Intendência.
Entre 1890 e 1891 foi secretário dos engenheiros que estudavam o prolongamento da Estrada de Ferro Central do Brasil até Pirapora, quando foi nomeado secretário da Empresa Viação do Brasil, encarregada da navegação do Rio das Velhas até o Rio São Francisco. Permaneceu no cargo até 1893, quando solicitou exoneração.
Em 1º de junho de 1893 foi nomeado Promotor de Justiça da Comarca de Santa Luzia, cargo que exerceu durante quatro anos. Foi Promotor de Justiça da Comarca de Piranga e, retornando a Santa Luzia em 1897, candidatou-se a presidente e agente executivo da Câmara Municipal. Negociou e obteve empréstimo do governo estadual permitindo a iluminação da cidade de Santa Luzia com energia elétrica, sendo esta gerada pela Usina do Rio Vermelho.

### Política
Ingressou no Senado Estadual de Minas Gerais preenchendo a vaga deixada pelo doutor Getúlio Ribeiro de Carvalho, que faleceu no intervalo da 2ª para a 3ª sessão da 9ª legislatura (1923-1926). Em maio de 1925 candidatou-se pela Aliança Liberal e foi eleito para a 10ª legislatura, com mandato até 1934. No entanto, em 1930 o Senado Estadual Mineiro foi extinto, em decorrencia da Revolução de 1930, liderada por Getúlio Vargas.
Extinto o Senado Estadual, foi nomeado o primeiro prefeito de Santa Luzia, continuando no cargo por consecutivos mandatos, sendo o principal representante da vertente conservadora da política luziense. Na época, o município era composto por 14 distritos, que viriam a formar 8 municipios mineiros, depois de processos de emancipação política. Modestino Gonçalves foi responsável pela construção de diversas escolas nesses distritos. Dentre as instituições educativas que construiu, destacam-se:
- Grupo Escolar “Santa Luzia”, em Santa Luzia – MG;
- Grupo Escolar “Modestino Gonçalves”, em Santa Luzia – MG;
- Grupo Escolar “Doutor Lund”, em Vespasiano – MG;
- Grupo Escolar “Cardeal Arcoverde”, em Jaboticatubas – MG;
- Grupo Escolar “São José”, em Pedro Leopoldo – MG.

Também foi responsável pela articulação que gerou o estabelecimento da “Fábrica de Tecidos”, em Santa Luzia, impondo uma cláusula determinando que operários locais tivessem preferência como trabalhadores neste novo empreendimento. Trabalhou com Afonso Vaz de Melo, então prefeito da capital, na alocação e construção de uma rodovia ligando a cidade à Belo Horizonte, cujo traçado permanece até os dias atuais e inclui trechos da antiga Estrada de Bicas, abrangendo a atual Avenida das Indústrias.

## Homenagens póstumas
Conforme projeto de lei apresentado pelo Deputado Estadual Jorge Ferraz, que gerou a Lei Estadual nº 2764, de 30 de dezembro de 1962, aprovada pela Assembléia Legislativa de Minas Gerais e sancionada pelo Governador Magalhães Pinto, o antigo distrito de Mercês de Diamantina foi emancipado de Diamantina, passando a denominar-se Senador Modestino Gonçalves.